# تری دنتون
تری دنتون (متولد ژوئیه ۱۹۵۰) یک تصویرگر و نویسنده استرالیایی است. او متأهل و دارای سه فرزند است. او دومین فرزند از پنج پسر خانواده به دنیا آمد و در ملبورن بزرگ شده‌استدنتون در حال حاضر در مورینگتن زندگی می‌کند
او کتاب‌های مصور و داستانی زیادی را از خود نشان داده‌است او بیشتر از ۳۰ کتاب نوشته‌است که توجه مردم استرالیا را به خود جلب کرده‌است.او مجموعه ی خانه درختی را (نویسنده:اندی گریفیتس)تصویرگری کرده است.

## کارهای او
او با نویسنده ای به نام اندی گریفیتس مشغول به کارند و اندی می‌نویسد و تری نقاشی می‌کند
- مجموعه ۸ کتاب در جاست
- کتاب بد
- کتاب خیلی بد
- گربه روی تخت(۲۰۰۶)
- چه باموناسوری است ؟
- روز بام تنبل و دیوانه من (۲۰۰۱)
- چه بخشی از بدن است؟
- خانه درختی ۱۳ طبقه (۲۰۱۱)
- گربه، موش و راکت بیس بال (۲۰۱۳)
- ۲خانه درختی ۲۶ طبقه : (۲۰۱۲)
- اد و تد و تد سگ فرد(۲۰۱۵)
- خانه درختی ۳۹ طبقه : (۲۰۱۳)
- خانه درختی ۵۲ طبقه: (۲۰۱۴)
- خانه درختی ۶۵ طبقه: (۲۰۱۵)
- کتاب‌خانه درختی سرگرم‌کننده (۲۰۱۶)
- خانه درختی ۷۸ طبقه: (۲۰۱۶)
- خانه درختی ۹۱ طبقه: (۲۰۱۷)
- کتاب‌خانه درختی سرگرم‌کننده 2 (2017)
- داستان تری خنگ احمق: یک داستان خانه درختی (۲۰۱۸)
- خانه درختی سرگرم‌کننده 3 (2018)
- خانه درختی ۱۰۴ طبقه: (۲۰۱۸)
- خانه درختی ۱۱۷ طبقه (۲۰۱۹)

تصویرگری برای پل جنگینز و تد گرینوود
- اردک برای پوشش
- جمعیت یخ زده
- قاشق یا بعداً

باهنر خود توانست به داستان مجموعه تلویزیونی (کارتون) لیفت آف کمک کند
تصویرگری برای مم فاکس:
- صداهای شب(۱۹۸۹)
- گاو خاس (۲۰۰۶)
- پنجه (۱۹۹۳)
- پنجه در مقصد: برزیل (۱۹۹۵)
- پنجه در الماس بنفش (۱۹۹۸)
- مجموعه کتاب‌های پنجه (سال ۲۰۰۷ اتوبوس از سه کتاب جدید b/w هنری)

تصویرگری برای کتابهای جلیان رابینستین
- استخر آقای پلونکت (۱۹۹۲)
- جیک و پیت (۱۹۹۵)
- جیک و پیت و سگ‌های ولگرد (۱۹۹۷)
- آشیانه داکی (۱۹۹۹)
- جیک و پیت و خفاشهای گربه ای (۱۹۹۹)
- جیک و پیت و عروسی ماگپای (۲۰۰۲)

از خود کتاب عبارتند از: نفس نفس زدن!  سری است که با اقتباس شده‌است به یک مجموعه تلویزیونی انیمیشنی به همین نام (و در پخش و نه شبکه و ABC3) Storymaze کتاب که ترکیبی از رمان و کتاب‌های کمیک و محبوب جانور کیسه داری شبیه خرس و روباه مجموعه است.

## یادداشت
1. ↑  "Author Terry Denton". Puffin & Puffin Books Ausrtralia. Archived from the original on 29 June 2017. Retrieved 2007-08-30.